# Miodary (Świerczów)

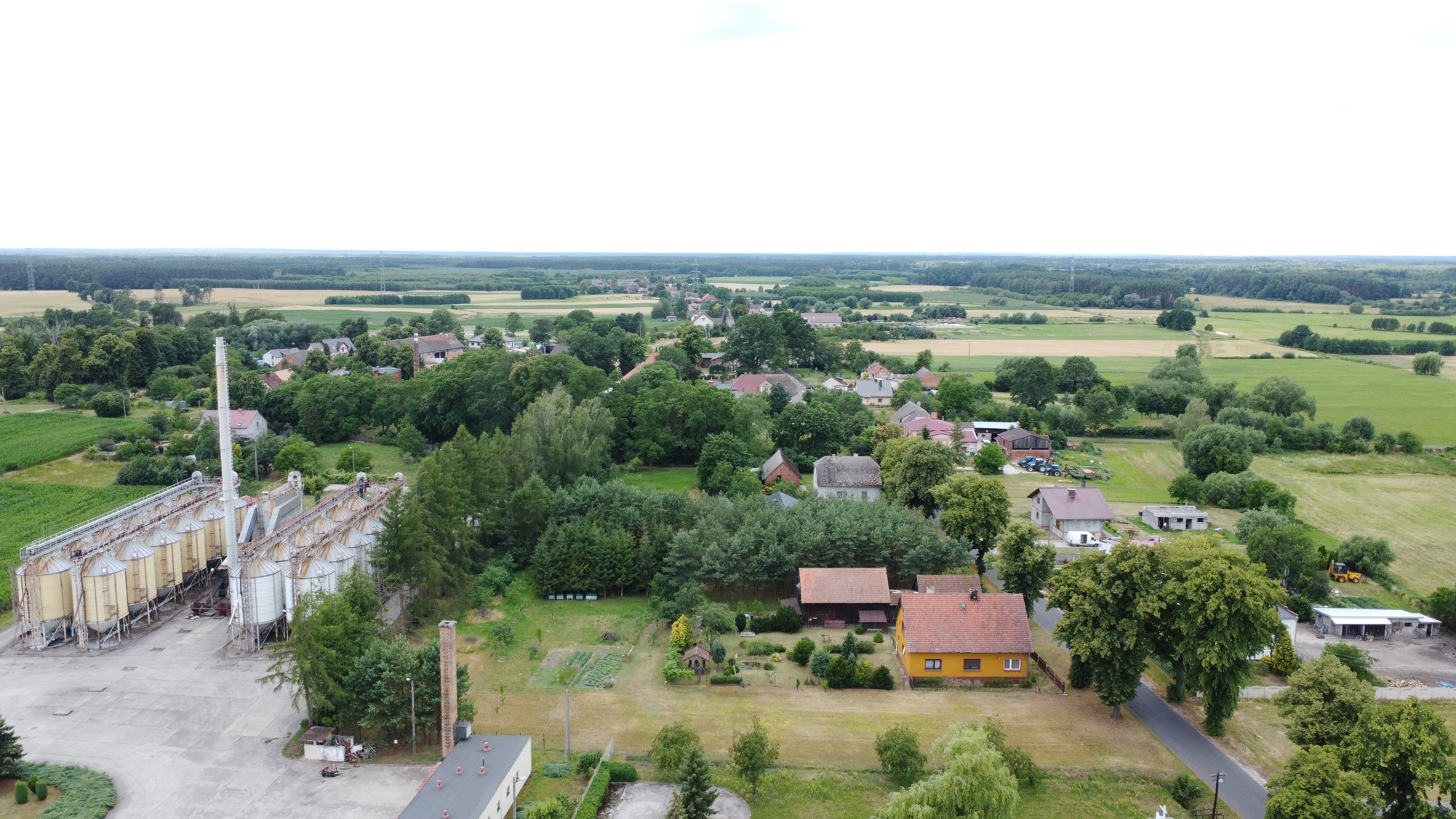
Miodary 2022

Miodary (deutsch Hönigern) ist eine Ortschaft in Niederschlesien. Der Ort liegt in der Gmina Świerczów im Powiat Namysłowski in der Woiwodschaft Opole in Polen.

## Geographie

### Geographische Lage
Das Straßendorf Miodary liegt vier Kilometer nördlich des Gemeindesitzes Świerczów (Schwirz), 12 Kilometer südlich der Kreisstadt Namysłów (Namslau) sowie 44 Kilometer nordwestlich der Woiwodschaftshauptstadt Opole (Oppeln). Der Ort liegt in der Nizina Śląska (Schlesische Tiefebene) innerhalb der Równina Oleśnicka (Oelser Ebene). Westlich des Dorfes liegen weitläufige Waldgebiete sowie zahlreiche Teiche.

### Ortsteile
Ortsteile von Miodary sind die Weiler Grabówka (Charlottenau), Kuźnice (Hammer) und Zielony Las (Vorwerk Grünwald).

### Nachbarorte
Nachbarorte von Miodary sind im Westen Żaba (Saabe) und im Westen Biestrzykowice (Eckersdorf).

## Geschichte

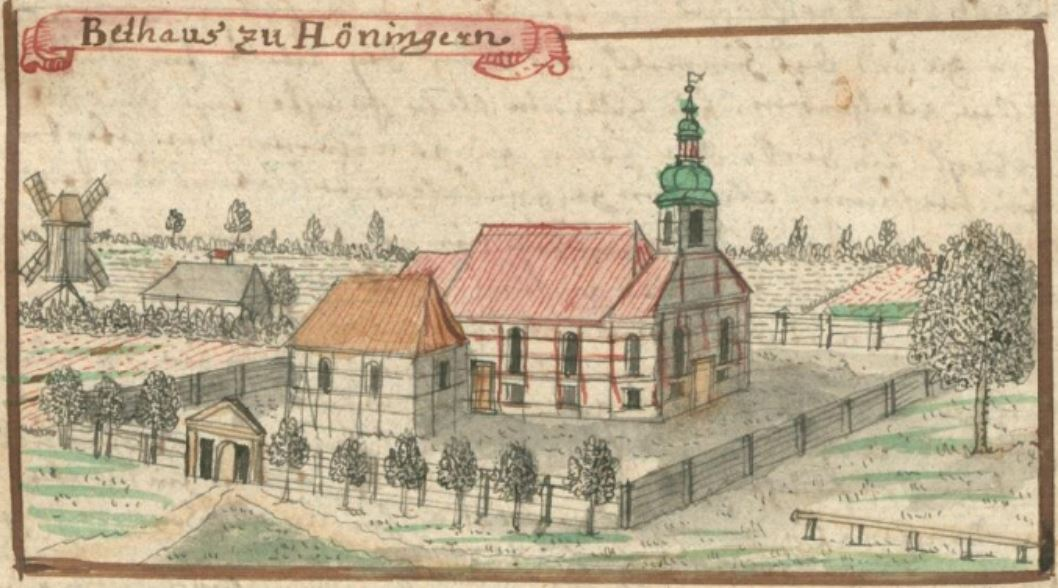
Evangelische Kirche in Hönigern – Zeichnung aus der Mitte des 18. Jahrhunderts

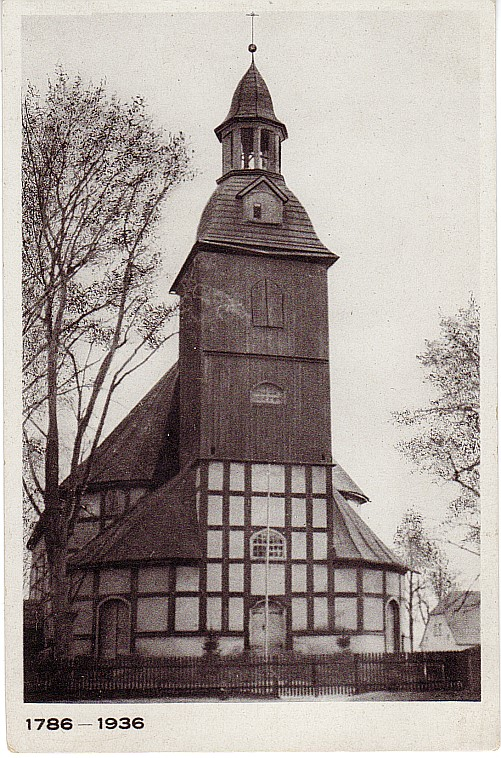
Ehemalige Evangelische Kirche – 1945 zerstört

Der Ort wurde erstmals 1382 als Honigern erwähnt. 1395 erfolgte eine Erwähnung als Honigerdorf.
Ende des 16. Jahrhunderts hielt die Reformation Einzug in Hönigern. 1654 wurde Hönigern rekatholisiert. Nach dem Ersten Schlesischen Krieg 1742 fiel Hönigern mit dem größten Teil Schlesiens an Preußen. Im gleichen Jahr erhielt die protestantische Gemeinde die Genehmigung zur Einrichtung eines evangelischen Gemeindehauses. Zwischen 1785 und 1787 entstand ein hölzerner evangelischer Kirchenbau.
Nach der Neuorganisation der Provinz Schlesien gehörte die Landgemeinde Hönigern ab 1816 zum Landkreis Namslau im Regierungsbezirk Breslau. 1845 bestanden im Dorf eine evangelische Kirche, ein Schloss, ein Vorwerk, eine evangelische Schule, eine Windmühle und 63 Häuser. Im gleichen Jahr lebten in Hönigern 621 Menschen, davon 63 katholisch und 3 jüdisch. 1874 wurde der Amtsbezirk Hönigern gegründet, welcher die Landgemeinden Hönigern und Saabe und die Gutsbezirke Hönigern und Saabe umfasste.
1933 zählte Hönigern 442 sowie 1939 408 Einwohner. Bis 1945 gehörte der Ort zum Landkreis Namslau. 1945 wurde die hölzerne evangelische Kirche zerstört.
Als Konsequenz des Zweiten Weltkrieges kam der Ort 1945 an Polen, wurde in Miodary umbenannt und der Woiwodschaft Schlesien angeschlossen. 1950 wurde Miodary der Woiwodschaft Opole zugeteilt. 1999 wurde es Teil des wiedergegründeten Powiat Namysłowski.

## Sehenswürdigkeiten

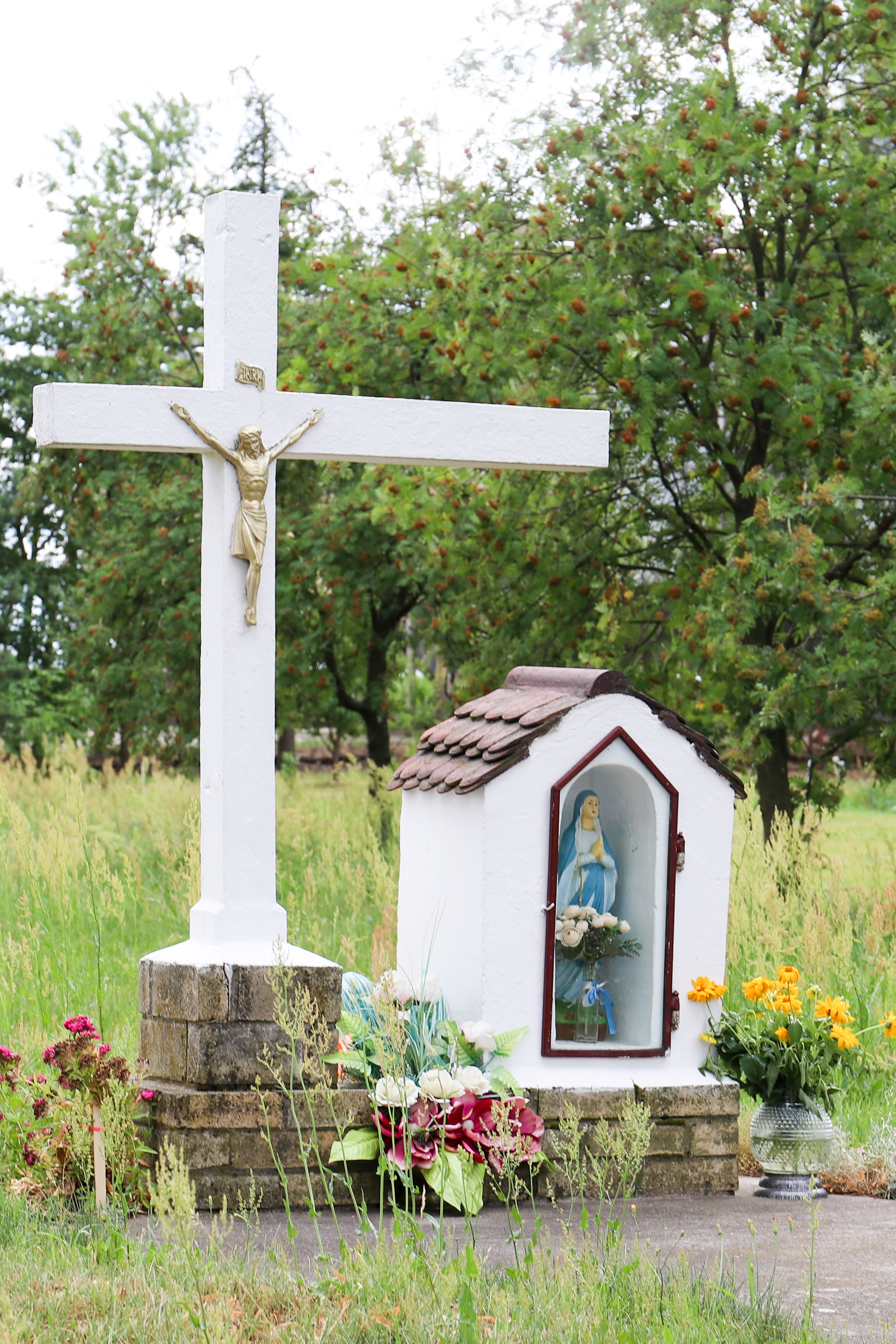
Bildstock mit Wegkreuz

- Steinernes Wegekreuz

## Söhne und Töchter des Dorfes
- Gotthard Schubert (1913–1985), deutscher SS-Hauptsturmführer